# Ver sacrum (pratique migratoire)
Le ver sacrum est une pratique migratoire en usage dans le monde italique et attestée sous ce nom chez les peuples sabelliens de l'Italie antique. L'expression latine ver sacrum, que l'on trouve notamment chez Tite-Live, signifie « printemps sacré » ; le nom fait référence au fait qu'à l'occasion d'une calamité (désastre militaire ou famine) pour regagner la bienveillance des dieux, on consacrait à une divinité — en général Mars, dieu de la guerre, chez les peuples italiques — les enfants nés au printemps suivant. Devenus adultes, ces jeunes gens, qui étaient sacrés et donc placés en dehors de la communauté, étaient expulsés et devaient se chercher un nouvel établissement, où ils donnaient naissance à un nouveau peuple.
La pratique n'est pas attestée en dehors des peuples italiques et est à distinguer des pratiques de Männerbund chez les peuples indo-européens qui ne comprennent que des jeunes hommes.

## Lever sacrumdans l'Italie antique

### L'origine des Samnites
Le récit le plus complet est donné par Strabon à propos de l'origine des Samnites à partir d'un ver sacrum des Sabins. Il raconte que les Sabins, en guerre avec les Ombriens, s'étaient trouvés dans une situation difficile et, pour se concilier les dieux, avaient décidé de leur vouer tout ce qui naîtrait dans l'année ; une fois la victoire obtenue, ils pensèrent s'acquitter de leur vœu en sacrifiant l'ensemble des productions animales et végétales. Mais les dieux leur firent savoir qu'ils n'étaient pas satisfaits en leur envoyant une famine et les Sabins comprirent alors que les dieux exigeaient aussi les enfants nés dans l'année. Ils consacrèrent donc leurs fils au dieu Mars ; quand ceux-ci arrivèrent à l'âge adulte, ils furent expulsés du territoire de leurs pères et ils durent chercher une terre où s'installer. Dans cette quête, ils furent guidés par un taureau — animal associé au culte de Mars — qui les mena vers le sud jusqu'au pays des Opiques. Arrivé à cet endroit, le taureau se coucha pour marquer que c'était le point d'aboutissement. Les jeunes Sabins attaquèrent les Opiques, les chassèrent et s'établirent à leur place, fondant le peuple des Samnites, dont le nom est apparenté à celui des Sabins ; ils immolèrent le taureau à Mars.
Une scholie tardive précise que le lieu où s'arrêta le taureau était le site de la cité de Bovianum, un des centres religieux et politiques des Samnites, dont le nom est à mettre en rapport avec le nom du bœuf (bos, génitif bovis, en latin).

### Autres peuples italiques
Le ver sacrum est attesté de manière directe pour d'autres peuples italiques, comme les Hirpins et les Picènes, et de manière indirecte chez les Dauniens.

#### Les Hirpins
Les Hirpins, une des tribus constituant l'ensemble samnite, installés autour de Beneventum, dans la partie la plus méridionale du Samnium, passaient pour être issus d'un ver sacrum dans lequel ils auraient été guidés par un loup. C'est ce que raconte Strabon à la fin du passage déjà cité sur l'origine des Samnites. Ils en auraient tiré leur nom : en effet, hirpos signifie  « loup » dans les langues osco-ombriennes.

#### Les Picènes
Les Picènes ou Picéniens, qui étaient établis le long de l'Adriatique dans l'actuelle région des Marches, étaient selon la tradition le fruit d'un ver sacrum dont l'animal-guide était un pic, qui comme le loup était associé à Mars.

#### Les Dauniens
Le nom des Dauniens, peuple installé en Apulie, est à mettre en rapport avec un des noms indo-européens du loup (ou peut-être du chacal), en tout cas un carnassier, attesté à travers le phrygien dáos (« loup »), selon Hésychius, ou le grec θώς (« chacal »). Le nom de leur éponyme Daunos (*dhaunos) paraît être l'équivalent de celui du dieu latin Faunus, un dieu-loup, appelé aussi Lupercus et fêté aux Lupercalia. L'étymologie de leur ethnonyme amène à penser que c'est un ver sacrum, sous la conduite du loup, animal sacré de Mars, comme animal-guide, qui est à l'origine du peuple des Dauniens.

#### Le cas des Lucaniens
La référence au modèle du ver sacrum se retrouve aussi sur les monnaies des Lucaniens qui affichent une tête de loup : on peut penser que ce peuple prétendait ainsi venir d'une migration conduite par un loup, comme les Hirpins. Mais cette tradition repose sur une fausse étymologie qui rattachait leur nom au nom grec du loup, lukos (λύκος), ce qui n'est pas exact : en fait, le nom des Lucaniens est dérivé de λευκός (« blanc, éclatant ») et voulait dire « les Brillants » ; leur nom est d'ailleurs ΛΕΥΚΑΝΟΙ (Leukanoi) sur les monnaies.

#### Les Frentans et les Ursentins
Les Frentans, peuple sabellien installé au bord de l'Adriatique au nord des Dauniens, ont peut-être un nom dérivé de celui du cerf et les Ursentins un nom dérivé de celui de l'ours. Si c'est bien le cas, ces ethnozoonymes feraient sans doute référence à un ver sacrum guidé par ces animaux.

#### Les Marses
En ce qui concerne les Marses, on ne dispose pas de témoignages anciens qui les associeraient à un ver sacrum. Cependant leur nom même est formé sur celui du dieu de la guerre et pourrait trouver son explication dans une telle tradition.

#### Les Sacranes
Des auteurs rapportent qu'il y aurait eu à Rome même des Sacranes, issus d'un ver sacrum venu de Sabine, plus précisément de Reate. Mais il existe d'autres explications sur l'origine des Sacranes.

#### Les Aborigènes
Denys d'Halicarnasse consacre un long passage à la description d'un ver sacrum des Aborigènes. Il n'emploie pas d'expression qui serait la traduction en grec de l'expression latine, mais il mentionne de nombreux traits caractéristiques de ce type de migration. La tradition qu'il rapporte n'est que l'une de celles que les Anciens mentionnaient à propos de l'origine des Aborigènes du Latium. Selon lui, les Aborigènes (οἱ Ἀβοριγῖνες), installés en Sabine dans la région de Reate après en avoir chassé les Ombriens, se seraient progressivement installés dans le Latium aux dépens des Sicules (οἱ Σικελοί) qui l'occupaient, et ceci à la faveur de plusieurs migrations de jeunes guerriers qui furent les fers de lance du reste de la population aborigène.

### Deux épisodes liés auver sacrumauIIIesiècleav. J.-C.
Alors que les exemples précédents plongent dans les origines des peuples italiques, les auteurs anciens nous ont conservé le souvenir de deux épisodes qui se situent en pleine période « historique » et qui présentent des traits du ver sacrum : la conquête de Messine par les Mamertins en 288 av. J.-C. et le ver sacrum voué par les Romains en 217 av. J.-C. après la défaite du lac Trasimène.

#### La conquête de Messine par les Mamertins en 288 av. J.-C.
Les Mamertins — dont le dieu éponyme est Mars (Mamers en osque) — était un peuple samnite établi en Calabre ; certains d'entre eux étaient enrôlés comme mercenaires au service d'Agathocle, tyran de Syracuse. Après la mort de celui-ci, en 289, ils s'emparèrent l'année suivante de la colonie grecque de Messine.
Une autre version de l'installation des Mamertins à Messine, avec l'explication de l'origine de leur nom, est donnée par Festus, qui utilise là un historien très mal connu, Alfius, auteur d'une Guerre de Carthage. Une épidémie s'était abattue sur le Samnium ; Apollon apparut en songe au chef des Samnites, Sthennius Mettius, et lui ordonna de lui vouer un ver sacrum ; à ce prix, ils seraient délivrés du fléau. Ce qui fut fait. Mais vingt ans plus tard, l'épidémie recommença ; Apollon consulté leur dit que leur vœu n'avait pas été respecté : ils devaient expulser les jeunes gens nés au cours du printemps sacré. Ces derniers s'installèrent alors en Sicile, dans une région appelée Tauricane. Ils furent amenés à se porter au secours des habitants de Messine, menacés par des ennemis, et les sauvèrent. Ces derniers, reconnaissants, les invitèrent à partager leur droit de cité et les uns et les autres fusionnèrent en un seul peuple, qui prit le nom de Mamertins « parce que le nom de Mamers avait été tiré au sort parmi les douze dieux ».

#### Lever sacrumromain de 217 av. J.-C.
Un ver sacrum fut voué en 217 par les Romains après leur défaite du lac Trasimène, mais il ne fut exécuté que plus de vingt ans plus tard en 195 et renouvelé pour cause d'irrégularités en 194. Cette consécration, décrétée dans la panique qui suivit l'annonce du désastre, n'avait plus guère d'un ver sacrum que le nom : les humains n'étaient plus concernés et elle ne fut suivie d'aucune expulsion de jeunes colonisateurs.
Tite-Live donne les détails : le dictateur Quintus Fabius Maximus, nommé par le peuple pour faire face à la menace carthaginoise, commença par rechercher les moyens d'apaiser la colère des dieux (piacula irae deum), courroucés par la négligence à l'égard des rites (neglegentia caerimoniarum), colère qui s'était manifestée par les désastres subis par les Romains ; à sa demande, le Sénat donna l'ordre aux décemvirs sacris faciundis de consulter les livres sibyllins. Les décemvirs rapportèrent que, parmi d'autres mesures propres à contenter les dieux, il convenait de vouer un printemps sacré pour le cas où la victoire serait obtenue (uer sacrum uouendum si bellatum prospere esset). Le grand pontife Lucius Cornelius Lentulus ayant précisé que seul le peuple pouvait vouer un printemps sacré, celui-ci fut consulté, mais la question fut formulée avec un luxe de précautions : on se donnait cinq années pour apprécier si Rome était sauvée non seulement dans la guerre avec Carthage, mais aussi dans la guerre avec les Gaulois cisalpins ; la production du printemps qui serait offerte à la divinité — Jupiter en l'occurrence — était limitée aux bovins, aux ovins, aux caprins et aux porcins (elle excluait donc les chevaux, les chiens et bien sûr les hommes) ; toute une série de dispositions étaient prévues pour que le peuple soit quitte même si l'on constatait des irrégularités dans l'accomplissement du vœu.
Au terme des cinq années prévues, la guerre était loin d'être terminée et il n'y avait donc pas lieu d'exécuter le vœu. Ce n'est qu'en 195 av. J.-C. que le Sénat chargea les consuls d'acquitter ce vœu. En effet, l'année précédente, Marcus Claudius Marcellus avait célébré un triomphe de Galleis Insubribus (« sur les Gaulois Insubres »), ce qui pouvait marquer la fin de la menace gauloise, même si les Boïens résistaient encore. Cependant en 194 le grand pontife Publius Licinius Crassus Dives fit savoir que le ver sacrum n'avait pas été réalisé correctement l'année précédente, mais on ne connaît pas la nature des irrégularités ; le Sénat décida qu'il fallait le renouveler, ce qui fut fait.

### Interprétation
Jacques Heurgon, dans les Trois études sur le « ver sacrum » (1957), a mis en évidence plusieurs éléments caractéristiques de cette tradition, qui paraît appartenir principalement aux peuples sabelliens : le lien avec le dieu Mars ; la consécration à la divinité de la production végétale, animale et humaine d'un printemps comme rite d'expiation ; l'expulsion hors du groupe des jeunes nés cette année-là et arrivés à l'âge adulte ; la présence d'un animal-guide qui guide la troupe expulsée vers la terre à coloniser.

#### Le rite d'expiation et l'expulsion comme substitut à l'immolation
Un texte de Festus présente clairement le rite d'expulsion comme un substitut au sacrifice des jeunes gens qui avaient été voués à la divinité : « Il existait chez les peuples de l'Italie la coutume de vouer un printemps sacré. Dans les grandes calamités, ils avaient coutume de vouer aux dieux tous les êtres vivants qui naîtraient chez eux au printemps suivant. Mais, comme il leur paraissait cruel de mettre à mort de petits innocents, garçons et filles, ils les élevaient jusqu'à l'âge adulte, puis leur couvraient la tête d'un voile et les chassaient ainsi hors de leur territoire. » L'aspect rituel est souligné par le fait qu'on leur voilait la tête.

#### Les dieux associés auver sacrum
Le ver sacrum a un lien essentiel avec Mars, comme le montrent le nom des Mamertins et vraisemblablement celui des Marses, ainsi que le fait que plusieurs des animaux-guides mentionnés par la tradition — le loup, le pic — sont des animaux associés à Mars. Mars, dieu de la guerre, patronne logiquement l'entreprise de conquête des jeunes guerriers et il est le dieu du printemps, qu'ouvre le mois qui lui est consacré, où reprennent les opérations militaires après la pause de l'hiver.
Apollon apparaît, dans le récit du ver sacrum des Mamertins, comme le dieu auquel la consécration est faite, mais Mars reprend ses droits à la fin de l'histoire. Jacques Heurgon y voit un témoignage de l'extension du culte d'Apollon chez les peuples italiques, certainement sous l'influence des colonies grecques de Grande-Grèce et de Sicile, et particulièrement de Syracuse. On peut faire également un rapprochement avec l'Apollon Archégète, guide des fondateurs de nombreuses colonies grecques, et plus spécialement avec le cas de Rhêgion/Rhegium, à l'extrémité de la Calabre en face de Messine ; en effet, dans le cas de Rhêgium, le dieu avait exigé, à la suite d'une famine, une véritable dîme humaine : un habitant de la cité-mère (Chalcis) sur dix lui avait été consacré à Delphes par une procédure de décimation (δεϰάτη) et il avait envoyé ensuite ces hommes qui lui appartenaient fonder une nouvelle cité. « Il est donc infiniment probable que c'est l'influence directe de la légende de fondation de Rhegium qui a donné sa couleur grecque et apollinienne à la tradition sabellique des Mamertins, venus s'installer de l'autre côté du détroit. »
Dans un cas, celui du ver sacrum romain de 217, déjà aberrant à d'autres égards, la consécration est faite à Jupiter ; J. Heurgon explique ce fait non seulement par la suprématie de Jupiter Optimus Maximus dans le panthéon romain, mais aussi par l'habitude qu'avaient les Latins de consacrer à ce dieu les premiers fruits de l'année.

#### L'aspect démographique
Si, dans le ver sacrum des peuples sabelliens, l'aspect religieux et l'aspect militaire sont bien visibles, la question d'un rôle de régulation démographique de cette institution est moins claire. Cependant, quelques indices laissent penser que l'aspect démographique était bien présent. Denys d'Halicarnasse, dans sa description du ver sacrum des Aborigènes, en attribue l'origine à la surpopulation ou à la survenue de famines. Plusieurs auteurs anciens font des rapprochements entre le ver sacrum et des migrations celtiques ou grecques où le rôle de la pression démographique est indéniable.
Lorsque Tite-Live raconte comment le roi des Bituriges Ambigatos, qui domine la Gaule celtique, envoie ses neveux Bellovesos et Segovesos, « jeunes hommes entreprenants », à la conquête de nouvelles terres, avec autant d'hommes qu'ils le voudraient, il insiste fortement sur la pression démographique à laquelle Ambigatos doit faire face : « la Gaule reçut un tel développement par la fertilité de son sol et le nombre de ses habitants, qu'il sembla impossible de contenir le débordement de sa population. Le roi, déjà vieux, voulant débarrasser son royaume de cette multitude qui l'écrasait invita Bellovèse et Ségovèse… » Tite-Live prend soin d'indiquer que les jeunes guerriers iraient s'installer dans les contrées que les dieux leur indiqueraient par les augures. Plutarque dit aussi à propos des migrations des Gaulois que c'est parce qu'ils étaient devenus trop nombreux et que leur pays ne pouvait plus les nourrir qu'ils durent se mettre en route. Trogue-Pompée mentionne la surpopulation et le fait que les émigrés se guidaient sur le vol des oiseaux (« car les Gaulois sont particulièrement habiles dans l'observation des augures »), et surtout il fait une comparaison explicite avec le ver sacrum.

## Lever sacrumdans le cadre indo-européen
Bernard Sergent et Dominique Briquel notent que les rares ethnozoonymes indo-européens attestés désignent souvent des "tribus-filles" issues d'un ver sacrum.